# D.K
D.K（ディーケー）は、日本で活動する韓国人のイラストレーター。D.Kは「ディスコ・キング」の略である。

## 関わった主な作品

### 単行本・文庫本の表紙絵
- 神様のパズル（機本伸司／角川春樹事務所／単行本・文庫本ともに）（2002年第3回小松左京賞を受賞）
- メシアの処方箋（同上）
- 僕たちの終末（同上）
- 神様のパラドックス（同上／単行本のみ）
- フラクタルの女神（アン・ハリス／東京創元社／創元SF文庫）
- ライトノベル☆めった斬り！（大森望、三村美衣／太田出版）
- 名探偵金田一耕助1 仮面城（横溝正史／ポプラ社／ポプラポケット文庫　ミステリー）
- 名探偵金田一耕助2 大迷宮（同上）
- 名探偵金田一耕助3 金色の魔術師（同上）
- チャーリー式100Q/100A 「悩み方」を考える超・人生相談（鈴木謙介／ランダムハウス講談社）
- 海の上はいつも晴れ 海原の緑宝石号出航（原作：高崎とおる／著：坂東真紅郎／MF文庫J／メディアファクトリー）

### コンセプチュアルデザイン
- CASSHERN
- 結城友奈は勇者である

### キャラクターデザイン
- 紅忍 血河の舞（PS2）
- ニーア・レプリカント（PS3）
- ニーア・ゲシュタルト（Xbox 360）